# Новокиевский Увал
Новоки́евский Ува́л — село в Амурской области, районный центр Мазановского района и административный центр Новокиевского сельсовета.

## География
Село Новокиевский Увал стоит в 4 км от левого берега реки Зея, в 6 км ниже устья реки Селемджа.
Расположено в 245 км северо-северо-восточнее Благовещенска.
Через Новокиевский Увал проходит автодорога областного значения, соединяющая город Свободный и пос. Серышево с «северным» Селемджинским районом.
Ближайшие станции Забайкальской железной дороги в 80 км к северо-западу — Свободный и Арга.
Ближайший выезд на федеральную дорогу Чита — Хабаровск у села Красноярово, расстояние до трассы — 46 км.

## История
Основано в 1928 году, когда разлившаяся Зея затопила райцентр, село Мазаново, и было принято решение перенести райцентр на 8 км в сторону, на возвышенность — увал около села Новокиевка. Название Новокиевский Увал появилось в 1930-е годы.

## Население
| 1939  | 1959  | 1970  | 1979  | 1989  | 2002  | 2010  |
| ----- | ----- | ----- | ----- | ----- | ----- | ----- |
| 1175  | ↗2885 | ↗3458 | ↗5544 | ↘5530 | ↘4730 | ↘4315 |
| 2012  | 2013  | 2014  | 2015  | 2016  | 2017  | 2018  |
| ↘4213 | ↘4119 | ↘4023 | ↘3959 | ↗3961 | ↘3956 | ↘3872 |